# Robert Sauvenière
Robert Sauvenière – francuski judoka.
Srebrny medalista mistrzostw Europy w 1955 roku.